# Bâtiment de la galerie Nadežda Petrović à Čačak
Le bâtiment de la galerie Nadežda Petrović à Čačak (en serbe cyrillique : Зграда уметничке галерије Надежда Петровић у Чачку ; en serbe latin : Zgrada umetničke galerije Nadežda Petrović u Čačku) se trouve à Čačak et dans le district de Moravica, en Serbie. Il est inscrit sur la liste des monuments culturels protégés de la république de Serbie (identifiant no SK 1961),,,.

## Présentation

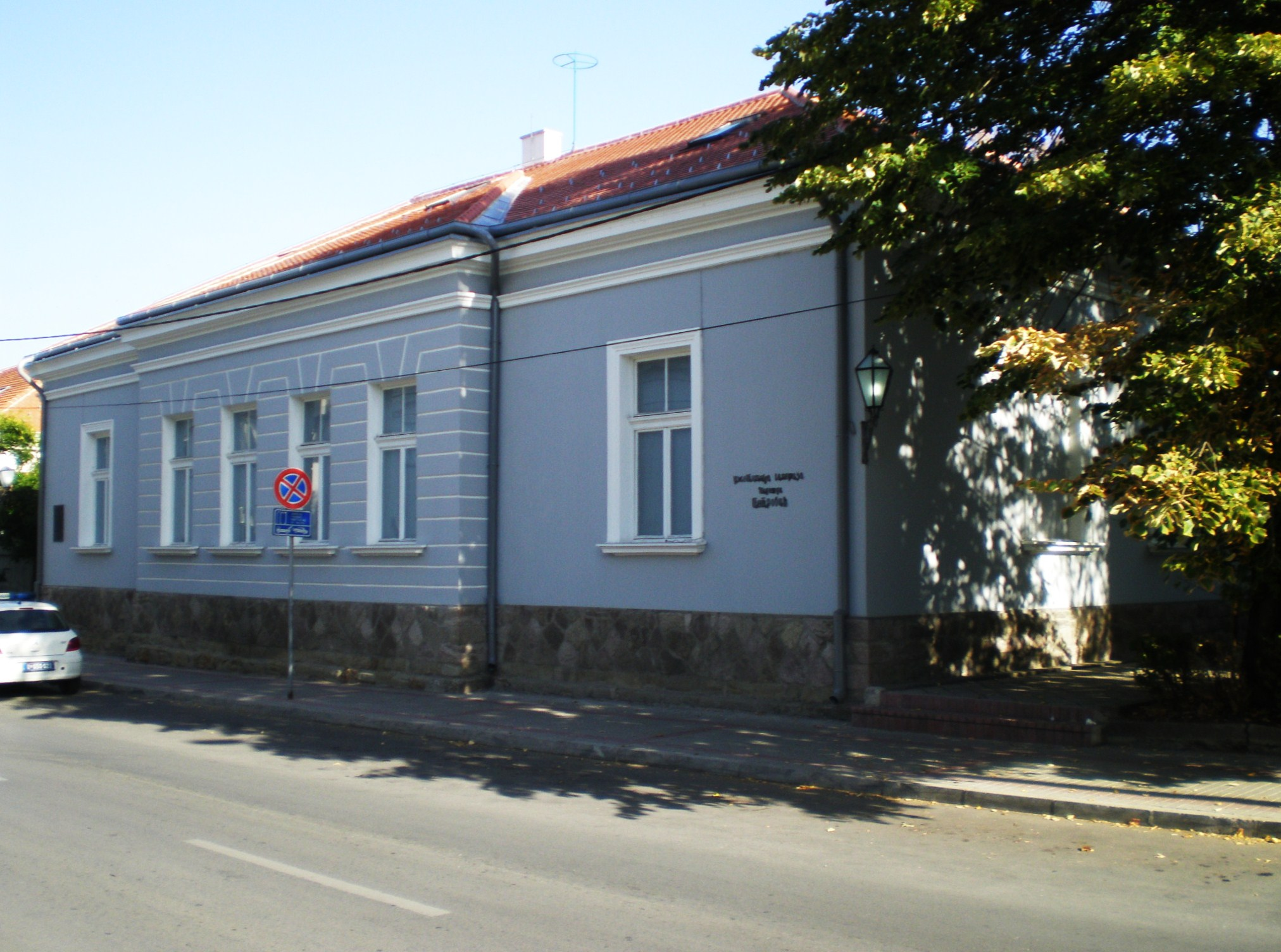
La façade sur rue de la galerie.

Le bâtiment, situé 6 rue Cara Dušana, a été construit en 1911, à l'initiative de la section de Čačak de la Société des femmes (en serbe : Žensko društvo) pour abriter l'École des femmes ouvrières de la ville. Après la Seconde Guerre mondiale, l'école élémentaire Vuk Karadžić, fondée en 1809, s'est installée dans les lieux puis, en 1965, l'ancienne école des femmes ouvrières a été transformée en une galerie d'art portant le nom de Nadežda Petrović (1873-1915), née à Čačak, et considérée comme « le plus grand nom féminin de la peinture serbe ».
De plan rectangulaire, la galerie est constituée d'un simple rez-de-chaussée ; l'ensemble est caractéristique d'un style académique marqué par la symétrie et par une décoration modeste. Les murs reposent sur un socle en pierre de taille, placée en carré dans sa partie la plus basse et en losange dans les rangées les plus hautes. Le toit à quatre pans est recouvert de tuiles.
La façade sur rue s'organise autour d'une avancée centrale rythmée par des rainures horizontales sur la plus grande partie de sa surface et par des rainures en rayon au-dessus des quatre fenêtres ; cette avancée est encadrée par deux fenêtres symétriquement disposées ; ces deux fenêtres, aujourd'hui murées, ont conservé leurs vitres et leurs appuis profilés. Les façades latérales de la maison disposent de trois fenêtres aveugles qui ont également gardé leurs cadres profilés.
La façade sur cour abrite l'entrée principale du bâtiment, située en retrait par rapport aux deux ailes latérales de la partie arrière de la maison ; l'entrée elle-même est recouverte d'une sorte de marquise de construction plus récente qui la transforme en porche. Les deux ailes, symétriquement disposées autour du retrait central, possèdent chacune trois fenêtres, dont la dernière, sur le côté droit, a été agrandie et transformée en entrée secondaire ; les fenêtres de ces deux ailes, jusqu'au porche, sont également murées.
Le bâtiment de la galerie est orné d'un cordon, puis d'une corniche très simple qui marque la limite entre les murs du rez-de-chaussée et le grenier.